# Aly Abdel Aziz
Pour les articles homonymes, voir Aziz.
Aly Abdel Aziz, né le 1er octobre 1947 à Alexandrie, est un joueur professionnel de squash représentant l'Égypte. Il atteint, en janvier 1978, la 12e place mondiale sur le circuit international, son meilleur classement.

## Biographie
Il participe à plusieurs championnats du monde entre 1976 et 1981 avec comme meilleure performance un quart de finale au championnat du monde 1981 où il s'incline face à Hiddy Jahan.